# Prowincja Sa Kaeo
Sa Kaeo (taj. สระแก้ว) – jedna z prowincji (changwat) Tajlandii. Sąsiaduje z prowincjami Chanthaburi, Chachoengsao, Prachin Buri, Nakhon Ratchasima i Buri Ram. Prowincja graniczy z Kambodżą.